# بين هندرسون
بين هندرسون هو سياسي كندي، ولد في 13 نوفمبر 1957 في نيويورك في الولايات المتحدة. انتخب عضو في مجلس مدينة إدمونتون. وهو متزوج من لوري بلاكمان، عضو في مركز إدمونتون الليبرالي.